# Beim Sterben ist jeder der Erste
Beim Sterben ist jeder der Erste (Originaltitel: Deliverance („Befreiung“, „Erlösung“), deutscher TV-Titel: Flußfahrt) ist ein US-amerikanischer Thriller aus dem Jahr 1972 von John Boorman. Vier Großstädter, gespielt von Jon Voight, Burt Reynolds, Ned Beatty und Ronny Cox, unternehmen eine Kanufahrt durch eine Flusslandschaft, die in Kürze dem Bau eines Staudamms geopfert werden soll. Ihre Begegnung mit zwei Einheimischen mündet in einer Gewalttat, der schnell weitere folgen.
Der Film basiert auf dem 1970 erschienenen Debütroman Flußfahrt des US-amerikanischen Autors James Dickey, der auch das Drehbuch schrieb und in einer Nebenrolle den Sheriff von Aintry spielt.

## Handlung
Ed Gentry, Lewis Medlock, Bobby Trippe und Drew Ballinger, Geschäftsleute aus Atlanta, begeben sich auf eine Kanutour auf dem fiktiven, abgelegenen und wilden Fluss Cahulawassee im US-Bundesstaat Georgia in den Appalachen. Durch den Bau eines Staudamms soll das Tal demnächst geflutet werden.
Von Beginn ihrer Reise an ist klar, dass sie sich als Fremde in einer fremden Welt bewegen. Die Bewohner der Gegend verhalten sich ihnen gegenüber uninteressiert bis abweisend. Während sie Fahrer suchen, die ihre Autos zum Zielort bringen sollen, schafft es Drew, einen Kontakt zu einem behinderten Jungen, Lonnie herzustellen, indem er ihn auf der Gitarre herausfordert, worauf der Junge auf seinem Banjo antwortet, was dazu führt, dass beide schließlich wie in einem musikalischen Duell gegeneinander spielen. Als Drew dem Jungen hinterher zum Sieg gratulieren will, verweigert dieser ihm den Handschlag.
Nach einem feindseligen Gespräch mit einem aggressiven Hinterwäldler ist Ed beunruhigt und schlägt vor, wieder zurück in die Stadt zu fahren, was Lewis jedoch ablehnt. Die vier Männer teilen sich auf zwei Kanus auf, und der tonangebende Lewis, der auch einen Jagdbogen dabei hat, übernimmt schnell das Kommando der Tour, was zu Spannungen innerhalb der Gruppe führt. Am zweiten Tag gelangen Bobby und Ed früher an Land, wo sie auf zwei bewaffnete Rednecks stoßen. Ed wird an einen Baum gefesselt, Bobby vergewaltigt. Ehe Ed ebenfalls sexuell missbraucht werden kann, tötet der eintreffende Lewis einen der Angreifer mit einem Pfeil. Der andere kann in die Wildnis flüchten.
Lewis, Ed und Bobby beschließen gegen den Widerstand von Drew, den Toten zu begraben und den Vorfall nicht den örtlichen Behörden zu melden. Lewis erwartet von einem örtlichen Geschworenengericht kein faires Urteil, und Bobby will nicht, dass seine Vergewaltigung bekannt wird. Die Männer setzen ihre Fahrt durch die Stromschnellen fort. An einer gefährlichen Stelle stürzt Drew plötzlich ins Wasser, eines der Kanus wird zerstört und Lewis bricht sich den Oberschenkel. Lewis, Ed und Bobby können sich ans Ufer retten. Lewis glaubt, einen Schuss gehört zu haben, und ist überzeugt, dass Drew erschossen wurde. Die Männer vermuten, dass der Angreifer der geflüchtete Hinterwäldler ist, der sie nun von oben, vom Rand der Schlucht, in Schach hält. Auf Drängen seiner Kameraden klettert Ed, mit Lewis’ Bogen bewaffnet, die Felsen hinauf und tötet den bewaffneten Mann am nächsten Morgen mit einem Pfeil.
Ed versenkt den Toten mit Steinen beschwert im Fluss, dann setzen die drei ihre Fahrt in dem verbliebenen Kanu fort. Bald darauf stoßen sie auf Drews Leichnam. Ob er an einem Gewehrschuss gestorben ist, wie Lewis behauptet, können sie nicht feststellen. Sie sind sich nicht einmal sicher, ob der von Ed getötete Bewaffnete der zweite, vorher entkommene Gewalttäter war oder nicht doch nur ein zufällig anwesender Jäger. Drews Leiche wird ebenfalls im Fluss versenkt, und sie beschließen, den Behörden gegenüber auszusagen, Drew sei aus dem Kanu gefallen und in den Fluten verschwunden.
Schließlich erreichen sie ihren Zielort Aintry, und Lewis wird ins Krankenhaus eingeliefert. Ed und Bobby erzählen dem Sheriff die abgesprochene Geschichte über ihre Tour, ohne die beiden fremden Männer zu erwähnen. Obwohl der Sheriff ihnen nicht glaubt – unter anderem wird ein einheimischer Jäger, ein Schwager des Hilfssheriffs, vermisst und ein Teil des zerstörten Bootes weiter flussaufwärts von der beschriebenen Stelle gefunden –, lässt er sie aus Mangel an Beweisen ziehen. Zum Abschied rät er ihnen, so etwas nie wieder zu tun und sich in der Gegend nicht mehr blicken zu lassen. Ed sieht, wie die Bewohner der Stadt ihre Toten exhumieren, um sie auf einem anderen Friedhof zu begraben. Die Wege der Männer trennen sich. Nach seiner Rückkehr zu seiner Familie hat Ed einen Albtraum, in dem er sieht, wie die Hand eines Toten aus dem Fluss auftaucht. Der Film endet mit einer Einstellung des Flusses, auf dem sich Wellenbewegungen andeuten.

## Hintergrund
Beim Sterben ist jeder der Erste wurde am 30. Juli 1972 in den amerikanischen Kinos und am 10. Oktober desselben Jahres in der Bundesrepublik Deutschland gestartet.
Die Szenen am fiktiven Fluss Cahulawassee wurden am Chattooga River gedreht. Teile des Films wurden im Rabun County, Georgia, gedreht. Der Film wurde mit 2 Millionen Dollar Produktionskosten und ca. 60 Millionen Dollar (entspricht 2017 ca. 352 Mio. Dollar) Einnahmen ein überwältigender kommerzieller Erfolg.

## Auszeichnungen
Beim Sterben ist jeder der Erste wurde 1973 in den Kategorien Bester Film, Beste Regie und Bester Schnitt für den Oscar nominiert, ging aber leer aus. Ebenfalls ohne Auszeichnung blieb der Film, trotz mehrerer Nominierungen, bei den British Academy Film Awards und den Golden Globe Awards. Auch für den New York Film Critics Circle Award, den Directors Guild of America Award und den Writers Guild of America Award war er nominiert.
Das Stück Dueling Banjos aus dem Film wurde ein großer Erfolg und gewann 1974 den Grammy Award als bestes Country-Instrumentalstück. Das Lied basiert auf der Melodie von Yankee Doodle und wurde für den Film arrangiert von Eric Weissberg und Steve Mandell, komponiert wurde es bereits 1955 unter dem Titel Feuding Banjos von Arthur Smith und Don Reno.
30 Jahre später errang der Film einen Platz in der New York Times bei der Nominierung der 1000 besten Filme, die je gedreht wurden, während er bei einer Umfrage des britischen Senders Channel 4 auf dem 45. Platz der 100 besten Filme landete.
2008 wurde der Film als „kulturell, historisch oder ästhetisch bedeutsam“ in das National Film Registry der Library of Congress aufgenommen.

## Kritik
„Packender Abenteuerfilm mit kulturkritischem Tiefgang. Der Brite John Boorman entwirft eine düstere Parabel über den Hochmut der städtischen Zivilisation, der durch die Rache der vergewaltigten Natur bestraft wird.“